# 아트라니
아트라니(이탈리아어: Atrani)는 이탈리아 캄파니아주 살레르노도의 아말피 해안에 위치한 코무네다. 남쪽에 아말피가 위치해 있으며 차로 해안을 따라 내려가면 몇분거리다.
아트라니는 이탈리아 남부에서 가장 작은 도시(코무네)이고 아말피 해안의 절반 거리도 되지 않는다.

## 같이 보기
- 아말피 해안